# Джуздан
Джуздан (на персийски: جوزدان‎) е град в провинция Исфахан, централен Иран. Населението му е 6998 души (2016 г.).
Разположен е на 1 626 m надморска височина на североизточните склонове на планината Загрос, на 30 km югозападно от центъра на град Исфахан.